# Arthonia intexta
Arthonia intexta är en lavart som beskrevs av Almq. Arthonia intexta ingår i släktet Arthonia och familjen Arthoniaceae.  Arten är reproducerande i Sverige. Inga underarter finns listade i Catalogue of Life.